# Morgan ap Pasgen
Morgan ap Pasgen (520? - 550?) était un roi de Powys (est du Pays de Galles).
Morgan était le fils de Pasgen ap Cyngen et monta sur le trône de Powys vers 540. Tout comme son père, en raison du manque d'archives et de chroniques de l'époque, on ne sait pratiquement rien de ce roi, dont la renommée a probablement été éclipsée par son contemporain, le roi Maelgwn le Grand du Royaume de Gwynedd (nord du Pays de Galles).
Morgan mourut vers 550 et on ne lui connaît pas d'enfants. Le trône de Powys revint à son oncle, Brochwel "Crocs-de-Chien".